# Caryophyllia alaskensis
Espèce
Statut CITES
Caryophyllia alaskensis est une espèce de coraux appartenant à la famille des Caryophylliidae.